# NGC 718
NGC 718 (również PGC 6993 lub UGC 1356) – galaktyka spiralna z poprzeczką (SBa), znajdująca się w gwiazdozbiorze Ryb. Odkrył ją William Herschel 13 grudnia 1784 roku.